# Сульфацетамид
Сульфацетамид (устар. «Альбуцид») — противомикробное бактериостатическое средство, относится к классу сульфаниламидов. Является промежуточным продуктом синтеза стрептоцида.

## Фармакологическое действие
Противомикробное бактериостатическое средство, сульфаниламид. Механизм действия обусловлен конкурентным антагонизмом с ПАБК, угнетением дигидроптероатсинтетазы, нарушением синтеза тетрагидрофолиевой кислоты, необходимой для синтеза пуринов и пиримидинов. Активен в отношении грамположительных и грамотрицательных кокков, Escherichia coli, Shigella spp., Vibrio cholerae, Clostridium perfringens, Bacillus anthracis, Corynebacterium diphtheriae, Yersinia pestis, Chlamydia spp., Actinomyces israelii, Toxoplasma gondii.

## Лекарственная форма: капли глазные, мазь для наружного применения

### Фармакокинетика
Проникает в ткани и жидкости глаза. Всасывается в системный кровоток через воспалённую конъюнктиву.

### Показания
Конъюнктивит, блефарит, гнойная язва роговицы, профилактика и лечение бленнореи у новорождённых, гонорейные и хламидийные заболевания глаз у взрослых.

### Противопоказания
Гиперчувствительность.

### Режим дозирования
Местно, закапывают по 1-2 капли в каждый конъюнктивальный мешок 4-6 раз в сутки. Для профилактики бленнореи у новорождённых — по 2 капли в каждый конъюнктивальный мешок непосредственно после рождения и по 2 капли — через 2 часа. Мазь — закладывают за веко 3-4 раза в сутки.

### Побочные эффекты
Жжение, слезотечение, резь, зуд в глазах, аллергические реакции.

### Особые указания
Пациенты, обладающие повышенной чувствительностью к фуросемиду, тиазидным диуретикам, сульфонилмочевине или ингибиторам карбоангидразы, могут иметь повышенную чувствительность к сульфацетамиду.

### Взаимодействие
Совместное применение с прокаином и тетракаином снижает бактериостатический эффект.

## Лекарственная форма: раствор для внутривенного и внутримышечного введения

### Показания
Для инъекций применяют сульфацил натрия при пневмониях, гнойных трахеобронхитах (сочетанном гнойном воспалении трахеи и бронхов), инфекциях мочеполовых путей и других инфекционных заболеваниях.

### Противопоказания
Гиперчувствительность, угнетение костномозгового кроветворения, уремия.

### Режим дозирования
Вводят внутривенно медленно (в течение не менее 5 мин) 3-5 мл 30% раствора 2 раза в день с промежутком 12 ч.

### Побочные эффекты
Аллергические реакции, лейкопения, тошнота.

### Особые указания
Пациенты, обладающие повышенной чувствительностью к фуросемиду, тиазидным диуретикам, сульфонилмочевине или ингибиторам карбоангидразы могут иметь повышенную чувствительность к сульфацетамиду.